# Jacqueline Moudeina
Jacqueline Moudeina, född 1957, är en tchadisk advokat och flerfaldigt prisbelönad människorättsförsvarare, särskilt uppmärksammad för sitt arbete att ställa Tchads tidigare president Hissène Habré och hans medansvariga inför rätta.

## Biografi
Efter att ha flytt inbördeskrigets Tchad 1979, studerade Moudeina juridik i Brazzaville i Republiken Kongo. Hon återvände till Tchad 1995 och blev där landets första registrerade kvinnliga advokat.

### Processer mot Habré med flera
Jacqueline Moudeina var ledande i det omfattande arbetet att ställa den tidigare presidenten Hissène Habré och hans associerade inför rätta för de övergrepp som skedde under dennes brutala regim i Tchad 1982–1990. År 2000 fick hon, som advokat för en grupp tchadier, igång en första process mot Habré i Senegal, dit han hade flytt 1990. Denna lades dock ned. När en belgisk domstol senare begärde honom utlämnad för brott mot mänskligheten, folkmord och krigsbrott verkställdes inte det heller.
Moudeina tog en stor personlig risk då hon som advokat dessutom tog upp fall mot Habrés medarbetare, varav många satt kvar på höga positioner. I juni 2001 utsattes hon för mordförsök från en av de åtalade.
Efter att Afrikanska Unionen engagerats, beslutades 2006 att en specialdomstol, Extraordinary African Chambers, skulle inrättas i Senegal och hantera rättegången mot Habré. År 2013 kunde han gripas och Moudeina ledde advokaterna för de tchadiska offren och anhöriga. Hissène Habré dömdes i maj 2016 till livstids fängelse för brott mot mänskligheten, krigsbrott, tortyr, kidnappning, slaveri och våldtäkt, en dom som efter överklagan bekräftades i april 2017.
Modeina är sedan 2004 ordförande för den tchadiska människorättsorganisationen Association Tchadienne pour la Promotion et la Défense des Droits de l'Homme (ATPDH), på engelska Chadian Association for the Promotion and Defence of Human Rights.

## Priser och utmärkelser (i urval)
- 2002 – Martin Ennals-priset [3]
- 2011 – Right Livelihood Award [2]
- 2013 – Alison Des Forges Award for Extraordinary Activism, utdelat av Human Rights Watch.[6]
- 2016 – Deutsch-Französischer Preis für Menschenrechte und Rechtsstaatlichkeit / Prix franco-allemand des droits de l’Homme et de l’État de droit, utdelat av de tyska och franska utrikesdepartementen tillsammans.[7]